# Norberto Méndez
Norberto Doroteo Méndez (* 5. Januar 1923 in Buenos Aires; † 22. Juni 1998) war ein argentinischer Fußballspieler (Stürmer). Er spielte 31 Mal für Argentinien und gewann mit seinem Land die Copa América dreimal hintereinander. Bis heute ist er zusammen mit dem Brasilianer Zizinho Rekordtorschützenkönig dieses Turniers.

## Verein
Méndez spielte in seiner Jugend bei Sportivo Metán, dem gleichen Club wie der große Guillermo Stábile. Seine eigentliche Karriere begann er bei Club Atlético Huracán im Jahre 1941. 1947 ging er zum Club Racing Club de Avellaneda. Hier half er als Stürmer mit, dass sein Verein dreimal hintereinander die Meisterschaft in der Primera División Argentina, der ersten argentinischen Liga, in den Jahren 1949, 1950 und 1951 gewann.
1954 ging Méndez zum Club Atlético Tigre, zwei Jahre später ging er zu Huracán zurück und beendete seine Karriere 1958 im Alter von 35 Jahren.
Méndez bezeichnete Huracán als seine Freundin, Racing als seine Ehefrau und la selección (die argentinische Nationalmannschaft) als seine Leidenschaft.

### Titel mit dem Club
| Saison | Club        | Titel                                                 |
| ------ | ----------- | ----------------------------------------------------- |
| 1949   | Racing Club | Argentinischer Meister der Primera División Argentina |
| 1950   | Racing Club | Argentinischer Meister der Primera División Argentina |
| 1951   | Racing Club | Argentinischer Meister der Primera División Argentina |

- Copa Adrián Escobar (2): 1942, 1943
- Copa Británica: 1944

## Internationale Karriere
Méndez, der zwischen 1945 und 1956 31-mal für die Albiceleste spielte, schoss 19 Tore und erreichte mehrere internationale Titel.
Internationale Titel
- Copa América: 1945, 1946, 1947
- Copa Lipton: 1945
- Copa Newton: 1945
- Copa Chevallier Boutell: 1945, 1950

Persönliche Titel
- Copa América Rekordtorschütze (mit Zizinho)
- Copa América: 1945 Torschützenkönig
- Copa América: 1946 zweitbester Torschütze des Turniers
- Copa América: 1947 zweitbester Torschütze des Turniers